# Парламент маори

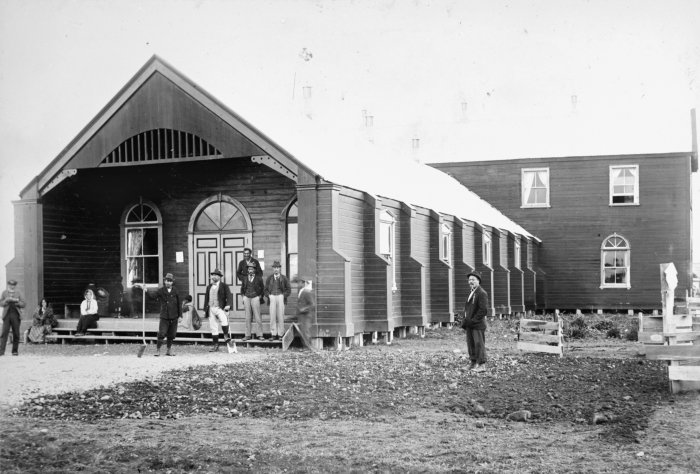
Здание в Папаваи, где в 1897 году заседал Парламент маори

Парламент маори англ. The Maori Parliament — представительный орган народа маори, существовавший в Новой Зеландии с 1892 по 1902 годы.
До этого племенные лидеры в течение 10 лет проводили собрания, обсуждая идею межплеменного единства. В апреле 1892 года они создали организацию Te Runanga o Te Kotahitanga mo Te Tiriti o Waitangi (кратко: «Котахитанга»), от имени которой был создан Парламент маори. Хотя парламент маори создавался в противовес парламенту Новой Зеландии, представлявшему интересы «пакеха» (белых поселенцев), однако ряд членов «Котахитанга» баллотировались в парламент Новой Зеландии.
Первое заседание Парламента маори состоялось в Вайпату около Гастингса в июне 1892 года. Первым Премьером парламента был избран Хамиора Мангакахиа из влиятельного рода Мангакахиа. Его жена Мери Те Таи Мангакахиа сыграла видную роль в борьбе за права маорийских женщин, потребовав предоставления им избирательных прав. Парламент маори отклонил её предложение, однако в 1893 году избирательные права женщинам предоставил Парламент Новой Зеландии.
Следующие заседания состоялись в Вайпату (1893), Пакирикири около Гисборна (1894), Роторуа (1895), Токаану (1896), Папаваи (Вайрапапа, 1897 и 1898), Вайтанги (1899) и в Роторуа (1900, 1901). Последнее заседание состоялось в Вайомататини (1902), после чего парламент был распущен. Фактически это было признанием поражения со стороны маори, поскольку законодательная инициатива полностью перешла к парламенту в Веллингтоне.
Парламент маори принимал постановления, которые он направлял как законопроекты правительству белых поселенцев в Веллингтоне.
В парламенте происходила борьба между фракцией, лояльной к белым поселенцам (в конце концов она одержала верх), и фракцией тех, кто не хотел признавать власть британской короны.
Деятельности парламента активно противостоял Тими Кара (Джеймс Кэрролл), министр по делам коренного населения, сам по происхождению наполовину маори, поскольку считал её сепаратистской. Кроме того, парламент маори пытался затормозить торговлю землёй, тогда как Кэрролл активно способствовал расширению такой торговли, хотя и отстаивая при этом права маори.
В 1905—1909 годах предпринимались попытки создать подобные организации под эгидой короля маори, однако они не получили широкой поддержки (королевское движение предпочло встать на сторону Кэрролла). Вплоть до середины XX века не существовало маорийских организаций, оказывавших влияние на политику страны. Лишь в 1951 году появилась Лига благосостояния маорийских женщин, а в 1962 году — Совет маори.